# Máthé János (helytörténész)
Máthé János (Magyarhermány, 1898. december 23. – Marosvásárhely, 1986. január 17.) erdélyi magyar helytörténész, néprajzi író.

## Életútja, munkássága
Négy osztályt végzett a székelyudvarhelyi és a nagyenyedi református kollégiumban (1909–12). Földműves. Alakját Sütő András méltán hasonlítja Veres Péterhez, Sylvester Lajos pedig így jellemzi az autodidakta kutatót: "Beszédeinek, írásainak gondolati tisztasága, stílusának népi íze és tudományos tartása tanulságos és élvezetes..."
Első írását az Erdővidéki Hírlap közölte Baróton (1935). A Megyei Tükörben jelentek meg történelmi korrajzai Barótról (1969), Zalánpatakról (1971), Gábor Áron bodvaji ágyúöntéséről (1973). Feldolgozta a Falvak Dolgozó Népe számára a régi magyarhermányi utcai népjátékokat (1970), s ugyanebben az évben közzétette faluja 500 címszós tájszójegyzékét a budapesti Magyar Nyelvőr és a bukaresti Művelődés hasábjain. Jellemző tájékozottságára, hogy szakemberekkel szemben ő igazítja helyre a székely társadalom volt rendi tagozódását ért félreértéseket (Korunk, 1970/7). A Kriterion Változó Valóság (1978) c. gyűjteményes kötetében monografikus rajzot ad falujáról, s az Új Élet Székelyek Kufsteinban c. részletes megemlékezését közli a szabadságharcban részt vett honvédtisztek raboskodásáról (1981).
Cikkei jelentek meg A Hét, Brassói Lapok, Jóbarát hasábjain is.

## Posztumusz kötete
- Magyarhermány kronológiája (1944-1964). Csíkszereda : Pro-Print Könyvkiadó, 2008. (Közreadta László Márton).